# Kathedraal van de Heilige Drie-eenheid (Québec)
De Kathedraal van de Heilige Drie-eenheid (Engels: Cathedral of the Holy Trinity, Frans: Cathédrale de la Sainte-Trinité) is een anglicaanse kathedraal in de stad Québec, Canada. Het was de eerste anglicaanse kathedraal die gebouwd werd buiten de Britse Eilanden en functioneert als kathedraal van het bisdom Québec.

## Geschiedenis
De kerk werd gebouwd, omdat koning George III van het Verenigd Koninkrijk graag de aanwezigheid van de Anglicaanse kerk in Canada wilde onderstrepen. De koning doneerde verschillende religieuze objecten en kreeg een eigen kerkbank in het gebouw. Met de bouw van de kerk werd begonnen in 1800. Vier jaar later was de bouw voltooid en werd de kerk ingewijd als kathedraal. William Robe en William Hall, beiden officieren in het leger, waren de architecten. Als voorbeeld namen zij de St. Martin-in-the-Fields in de Britse hoofdstad Londen. Sinds 1989 heeft de kathedraal de status van historisch monument in Canada.